# Erich Kleinschuster
Erich Kleinschuster (Graz, 23 januari 1930 – 12 september 2018) was een Oostenrijkse jazztrombonist, -componist en hoogleraar.

## Biografie
Kleinschuster studeerde eerst rechten en muziek aan het conservatorium (trombone en piano). Hij begon zijn carrière als trombonist in het Small Dance Orchestra van Radio Graz en in de Fridl Althaller Combo. Na zijn deelname aan het Newport Jazz Festival als lid van de International Youth Band in 1958, besloot de afgestudeerde advocaat een professionele muzikant te worden. Tijdens de jaren 1960 speelde hij in het Johannes Fehring Orkest, in het Euro Jazz Orchestra van Friedrich Gulda en in de bigband van Kenny Clarke/Francy Boland. In 1966 richtte hij zijn sextet op (aanvankelijk met onder andere Art Farmer, Fritz Pauer, Jimmy Woode en Erich Bachträgl), maar hij nam ook op met Joe Henderson, Carmell Jones, Clifford Jordan en Jimmy Heath. Tussen 1971 en 1981 was hij de productiemanager van de lichte muziek van ORF en leidde tot de ontbinding in 1982 de ORF-bigband, die hij met Johannes Fehring oprichtte. Bovendien speelde de 'literaire trombone' (dus zijn vriend André Heller over hem) ook in Peter Herbolzheimers Rhythm Combination & Brass. In 1972 was hij lid van de George Gruntz Concert Jazz Band. Ook dirigeerde hij in 1972 en 1976 het orkest voor de Milestones en Waterloo & Robinson tijdens de Grand Prix Eurovision de la Chanson.
Kleinschuster richtte het Jazz Institute op aan het conservatorium van Wenen in 1969. Vanaf 1976 bekleedde hij een onderwijspositie voor jazztrombone aan de Universität für Musik und darstellende Kunst Graz, vanaf het wintersemester 1981 was hij een buitengewone universiteitsprofessor voor improvisatie, vanaf 1983 voor trombone. In 1985 werd hij benoemd tot hoogleraar. Als zodanig trok hij zich terug op 30 september 1998. Zijn studenten waren Wolfgang Muthspiel, Bertl Mütter en Andreas Mittermayer. Vanaf 1998 organiseerde hij de Graz Jazz Summer. Naast tal van radio-, televisie- en lp/cd-producties, bevat het werk van Erich Kleinschuster ook drie jazzmissen die hij componeerde (Oberwarter Messe 1970, St. Gerolder Messe 1972, Neuberger Messe 1989) en Symphony for a Lady, Intensity, Rush and Love, Moorish Anecdotes (1980) en A Farewell to Orwell (1984).

## Overlijden
Erich Kleinschuster overleed in september 2018 op 88-jarige leeftijd.

## Onderscheidingen
- 2012: Österreichischer Kunstpreis für Musik

- Gemeinsame Normdatei: 134428293
- International Standard Name Identifier: 0000 0000 5852 3729
- Library of Congress Control Number: no2018145061
- MusicBrainz: 1d603439-0619-4f20-be88-50852ead9a76
- Nationale Bibliotheek van Tsjechië: xx0202179
- Virtual International Authority File: 79618766
- WorldCat: E39PBJc83P6xbmQYDBWmwHGCQq